# Прокопенко Іван Федорович
Іва́н Фе́дорович Прокопе́нко (*10 червня 1936, с. Васильки — 29 червня 2021, Харків) — український економіст, педагог. Доктор педагогічних наук, професор, академік Національної академії педагогічних наук України, академік Російської академії освіти. Заслужений працівник освіти України.

## Життєпис
Народився 10 червня 1936 в селі Васильки Лохвицького району Полтавської області.
Освіта вища: з 1960 по 1964 рік навчався у Харківському юридичному інституті (нині Національний університет «Юридична академія України імені Ярослава Мудрого»), спеціальність: правознавство, кваліфікація: юрист.
Доктор педагогічних наук, професор, академік Національної академії педагогічних наук України.
Трудова діяльність:
- 1953—1955 — колгоспник колгоспу ім. Т. Шевченка Лохвицького району Полтавської області.
- 1955—1956 — інструктор Лохвицького райкому комсомолу.
- 1956—1959 — тесляр, вибійник шахти «Полтавсько-комсомольська № 2» у м. Єнакієве Донецької області.
- 1959—1960 — 2-й секретар Лохвицького райкому комсомола.
- 1965—1980 — викладач, доцент, завідувач кафедри політичної економіки Харківського юридичного інституту (нині — Національний університет «Юридична академія України імені Ярослава Мудрого»).
  - У 1966—1967 роках навчався в інституті післядипломної освіти за спеціальністю «політична економія» при Київському національному університеті імені Т. Г. Шевченка.
  - У 1970—1973 роках навчався в аспірантурі при кафедрі політичної економії Харківського державного університету імені О. М. Горького (нині Харківський національний університет імені В.Н. Каразіна).
- 1980—2020 — ректор Харківського державного педагогічного університету імені Г. Сковороди (нині — національний), м. Харків.
  - з 1984 року — завідувач кафедрою економічної теорії ХНПУ імені Г. С. Сковороди.
  - з 2002 року — директор Інституту Українського козацтва при ХНПУ імені Г. С. Сковороди.

Громадська робота:
- 1981—1990 — депутат Харківської міської ради;
- з 1992 року — член президії Академії педагогічних наук України.
- 1998—2001 — член Ради з питань мовної політики при Президентові України;
- 2006—2010 — депутат Харківської обласної ради;
- з 2010 року — член Комітету з Державної премії України в галузі освіти[3].
- червень 2015 — за новим ЗУ «Про вищу освіту» був переобраний ректором Харківського національного педагогічного університету імені Г. С. Сковороди

Дружина: Прокопенко Ганна Єгорівна. Більше двадцяти років працювала вчителем початкових класів у середній школі № 6 м. Харкова. Зараз на пенсії.

### Премії та нагороди
Удостоєний почесного звання Заслужений працівник народної освіти, почесної відзнаки Президента України - повний кавалер ордена «За заслуги» І, II, III ступеня, .
Нагороджений орденами «Знак Пошани», Дружби народів, Трудового Червоного Прапора, Святої Софії, медалями, знаком «Відмінник освіти України» та іншими нагородами МОН і АПН України.
За розробку нової технології освіти школярів отримав першу премію АПН України (1996), а на міжнародній виставці навчальних закладів України (2006) — дипломом «За плідну організаторську роботу з інноваційного розвитку освіти України».
Почесний громадянин міста Харкова (2009), міста Лохвиця Полтавської області, міста Ємільчине Житомирської області.

## Наукова діяльність
Основні напрями наукових досліджень І. Ф. Прокопенка — історія економічної думки в Україні, економічна освіта, педагогічні технології навчання та виховання.
Наукові здобутки вченого відображені в більш як 600 працях, серед яких — монографії, підручник, навчальні посібники. В їх числі:
- «Людина у світі економіки та бізнесу. Експериментальний підручник для середньої загальноосвітньої школи»
- «Экономическое образование школьников» (у співавторстві)
- «Сторінки історії економічної думки в Україні. Навчальний посібник» (у співавторстві)
- «Педагогічні технології. Навчальний посібник» (у співавторстві).

Під його керівництвом авторським колективом опубліковано підручники для школи, зокрема:
- «Основи економіки. Елементарна мікроекономіка. Підручник для X класу загальноосвітньої школи»
- «Основи економіки. Елементарна макроекономіка. Підручник для XI класу загальноосвітньої школи».

Очолює роботу спеціалізованої ученої ради із захисту кандидатських і докторських дисертацій з педагогічних наук у Харківському національному педагогічному університеті імені Г. С. Сковороди. Виступає офіційним опонентом на захистах кандидатських і докторських дисертацій. Був також опонентом під час захисту докторської дисертації колишнього міністра освіти Станіслава Ніколаєнка у 2009 році, в якій пізніше було виявлено значні текстові запозичення без посилань. У 2016 році вчена рада Харківського педагогічного університету, яку очолює Іван Прокопенко, провела перевірку докторської дисертації Катерини Кириленко та виявила лише 1,4 % текстових запозичень без джерел, оголосивши дисертацію самостійним науковим дослідженням, тоді як Український мовно-інформаційний фонд НАН України виявив, що більше 26 % дисертації Кириленко є плагіатом і містить 696 різноманітних помилок.
Багато років є незмінним головним редактором затверджених ВАК України науково-фахових видань — «Економіка» і «Педагогіка та психологія», в яких можуть публікуватися результати дисертаційних досліджень. Активною є участь в роботі редакційної колегії відомого в Україні та Росії наукового журналу «Економічна теорія», що входить до переліку фахових видань з економічних наук ВАК України, редакційної ради наукового інформаційного журналу «Новий Колегіум» з проблем вищої освіти, внесеного до переліку спеціальних видань ВАК України з педагогічних наук, та редакційної колегії літературно-художнього, суспільно-політичного та теоретико-методологічного журналу «Слобожанщина».
Підготував дев'ять докторів і двадцять одного кандидата наук.

## Громадська діяльність
Іван Федорович Прокопенко — польовий гетьман Українського козацтва в Харківській, Сумській та Полтавській областях, генерал-отаман Українського Козацтва, генерал-отаман Окремого науково-освітнього центру Українського козацтва імені Г. С. Сковороди.
Івану Федоровичу присвоєно звання Почесного громадянина міста Харкова, міста Лохвиця Полтавської області, міста Ємільчене Житомирської області.